# Distrikt Moyobamba
Der Distrikt Moyobamba liegt in der Provinz Moyobamba in der Region San Martín im zentralen Norden von Peru. Der am 2. Januar 1857 gegründete Distrikt hat eine Fläche von etwa 2700 km². Beim Zensus 2017 wurden 81.084 Einwohner gezählt. Im Jahr 1993 lag die Einwohnerzahl bei 38.880, im Jahr 2007 bei 65.048. Die Distriktverwaltung befindet sich in der 860 m hoch gelegenen Provinzhauptstadt Moyobamba mit 52.465 Einwohnern (Stand 2017).

## Geographische Lage
Der Distrikt Moyobamba erstreckt sich entlang der Südflanke eines Höhenrückens im äußersten Norden der Provinz Moyobamba. Er besitzt eine Längsausdehnung in NW-SO-Richtung von etwa 125 km. Der Río Mayo fließt entlang der südlichen Distriktgrenze in südöstlicher Richtung und entwässert das Areal.
Der Distrikt Moyobamba grenzt im äußersten Nordwesten an den Distrikt Yambrasbamba (Provinz Bongará), im Norden an die Distrikte Barranca und Cahuapanas (beide in der Provinz Datem del Marañón), im Osten an den Distrikt Balsapuerto (Provinz Alto Amazonas), im Südosten an den Distrikt Pinto Recodo (Provinz Lamas), im Süden an die Distrikte Jepelacio, Calzada und Yantalo sowie im Südwesten an die Distrikte Pósic, Yuracyacu, San Fernando, Awajún und Pardo Miguel (alle fünf in der Provinz Rioja).